# Білл Голдберг
Вільям Скотт Голдберг (англ. William Scott Goldberg; нар. 27 грудня 1966, Талса, Оклахома) — відомий американський реслер що виступав у WWE и WCW.

## Біографія
Народився 27 січня 1966 року в місті Талса,штат Оклахома,США. В 17 років працював викидайлом у клубі. Має розряд із дзюдо і джиу-джитсу. Вболіває за команду Oakland Raiders. Його кумир Джон Матушка. Він також колишній гравець Професійної ліги американського футболу, кар'єру в якому мусив закінчити через травму. 1997 року став професійним реслером.
З 1997 по 2001 рік виступав у WCW, а з 2003 по 2004 - у WWE. З 1997 по 1998 рік був непереможним.

## Кар'єра в професіональному реслінгу

### World Championship Wrestling
Голдберг ніколи навіть і не думав ставати професійним реслером. Живучи в Атланті, він часто зустрічав зірок організації реслінгу WCW, яка теж базувалася в Атланті. Хоча світ професійного реслінгу представлявся Голдбергу досить цікавим, він ніколи не сприймав роботу професійного реслера всерйоз. Деякий час Голдберг тренувався в спортивному центрі, який належав Лексу Лугеру і Стінгу. Саме тоді Стінг і переконав Голдберга спробувати вийти на ринг. Потренувавшись кілька місяців у Дуейна Брюса в центрі WCW Power Plant, Голдберг дебютував в WCW в матчі проти Х'ю Морруса і завалив цього здорованя за кілька хвилин. Вже рівно через півтора року Голдберг брав участь у всіх знаменних матчах у світі реслінгу.
Голдберг косив своїх суперників направо і наліво своєї запатентованої комбінацією футбольних прийомів Spear і відбійний молоток. Такими темпами він швидко підійшов до золота. Незважаючи на невелике хвилювання перед першим матчем за титул, Голдберг швидко впорався з Рэйвеном і отримав свій перший титул — чемпіонство Сполучених Штатів WCW. З часом Голдберг став непереможним, так що деякі фанати навіть завели рахунок з його рекордами. Фанати з нетерпінням чекали матчу між Голдбергом і Халком Хоганом за титул чемпіона світу WCW у важкій вазі. Хоган тоді був єдиним гідним реслером, який зміг би зупинити рекорд Голдберга. Матч відбувся в рідному місті Голдберга, Атланті, 6 липня 1998 року. І переміг у ньому Голдберг своєї традиційної комбінацією прийомів. Отримавши два пояси, Голдберг став самим знаменитим реслером в світі і отримав почесне звання PWI - Новачок Року.
Весь наступний рік Голдберг витратив на ворожнечу з угрупованням nWo та іншими реслерами, жаждавшими його титулу. Нарешті, Кевін Неш з допомогою Скотта Холу зупинив непереможний рахунок Голдберга та заволодів титулом WCW. Тоді Голдберг відразу ж сфокусувався на полюванні на Неша і титул світу, часто стикаючись з різними реслерами з сво. Протягом однієї з таких сутичок Голдберг вибіг у паркувальний лот і довбонув кулаком вікно машини. Вікно не особливо постраждала, а ось Голдбергу довелося накласти майже 190 швів на утворився поріз, який дивом не зачепив важливий нерв, травма якого могла б поставити кар'єру Білла під велике питання. На півроку Голдберг вибув з головних подій, знімаючись виключно в рекламних роликах і інтерв'ю. Спростувавши всі чутки про те, що він вже ніколи не повернеться на ринг, Голдберг таки повернувся в червні 2000 року, де фанати зустріли його оваціями. Після цього Голдберг знову взявся косити суперників.

### World Wrestling Entertainment
Голдберг з'явився в WWE на RAW після PPV Реслманії XIX, коли Рок святкував свою перемогу над Стівом Остіном. Голдберг вийшов, сказав Року своє коронне «You're next» і зробив йому гарпун. Після цього Голдберг став домагатися матчу з Роком на PPV Backlash (2003). Рок спочатку відмовився, а потім погодився. Незадовго до PPV Backlash (2003) Голдберг напав на Року під час його концерту в Атланті, але отримав 5 ударів стільцем. Нарешті, на PPV Backlash (2003) відбувся бій Голдберга з Роком, в якому переміг Голдберг, зробивши Року два гарпуна і молот в кінці. Наступного дня, Голдберг був гостем на передачу Кріса Джеріко «Hi-lite Reel», де їх перебили Крістіан, Джамаль, Роузі, Ріко і Стівен Ричардз. Вони сказали, що не хочуть бачити Голдберга в WWE, після цього Стівен Ричардз отримав гарпун, і всі інші пішли. В цей же день, Джамаль, Роузі і Ріко напали на Букера Ти під час його бою з Крістіаном, але тут вийшов Голдберг і розкидав всіх трьох. 
На наступному шоу Голдберг повинен був битися з Крістіаном, але вийшли Джамаль, Роузі і Ріко і напали на Білла, а коли він з ними розправився, Крістіан вдарив його стільцем і втік. На ринг вийшов Стів Остін і призначив на наступне шоу бій Голдберга з Крістіаном в сталевій клітці. Бій цей виграв Голдберг. Після цього у Голдберга почався фьюд з Крісом Джеріко. Голдберг сидів у лімузині, і в цей момент повз проїхала машина і вибила двері лімузина, як виявилося, за кермом був Ленс Шторм. Голдберг виграв бій зі Штормом і той сказав йому, що це була ідея Джеріко. Джеріко покликав Голдберга спеціальним гостем на свою програму «Hi-lite Reel», де сказав, що хоче бою з Голдбергом на PPV Bad Blood (2003). Голдберг погодився, після чого Джеріко бризнув йому в очі з балончика і зробив гарпун. Після цього, на наступних випусках Голдберг намагався зловити Джеріко, але той підставив суддю під гарпун і втік. Нарешті, на PPV Bad Blood (2003) відбувся бій Джеріко проти Голдберга, під час якого Голдберг отримав травму плеча, але все-таки переміг.
Через кілька тижнів на RAW з'явився Гравець і сказав, що він непереможний, але тут заграла музика Голдберга. Він вийшов і сказав Гравцеві: «You're next». Після цього почався фьюд Голдберга з Гравцем. Генеральний менеджер RAW Ерік Бішофф призначив бій Голдберга з Гравцем за титул чемпіона світу у важкій вазі на PPV SummerSlam (2003), але інший генеральний менеджер RAW Стів Остін розумів, що Еволюція (Ренді Ортон, Рік Флэр, Гравець) завадить Голдбергу завоювати титул і, замість бою Гравець проти Голдберга, призначив бій Гравець проти Голдберга проти Кевіна Неша проти Шона Майклза проти Кріса Джеріко і Ренді Ортона за титул чемпіона світу у важкій вазі в Elimination Chamber (клітка знищення). На останньому RAW перед PPV SummerSlam (2003) Голдберг випадково атакував Кевіна Неша і врешті отримав від нього велику бомбу. В бою на PPV SummerSlam (2003) Голдберг вийшов останнім, вибив з бою Ренді Ортона, Шона Майклза, Кріса Джеріко і залишився один на один з Гравцем. Голдберг збирався робити Гравцеві свій коронний гарпун, але Рік Флэр кинув Гравцеві кувалду, і той ударив нею Голдберга і втримав його. Після цього на ринг вийшла вся Еволюція, вони прикували Голдберга до клітки і побили його. Наступного дня на RAW Голдберг вийшов і сказав Гравцеві, що він хоче бою за титул. Гравець вийшов і погодився, але сказав, що це буде бій титул проти кар'єри. Таким чином, якщо Голдберг програє бій, його кар'єра завершена. Бій призначили на PPV Unforgiven (2003). До нього, на RAW, Гравець і Голдберг стикалися між собою. На PPV Unforgiven (2003) Голдберг переміг Гравця і став новим чемпіоном у важкій вазі. Після цього Гравець призначив нагороду в 100 тис. доларів тому, хто зможе побити Білла. На Голдберга нахлинула натовп реслерів. Вони нападали на нього за лаштунками, а на рингу Голдберг з Шоном Майклзом протистояв Еволюції. Ерік Бішофф призначив бій Голдберга проти Майклза за титул, але в бій втрутився Батіста і пошкодив Голдбергу ногу, таким чином, отримавши 100 тис. від Гравця і ставши новим членом Еволюції. На PPV Survivor Series (2003) Голдберг захистив свій титул від Гравця. Після цього у ворожнечу Голдберга з Гравцем втручається Кейн. Бішофф призначає бій на PPV Armageddon (2003) бій Голдберг проти Гравця проти Каїна за титул. Бій виграв Гравець за допомогою Еволюції, яка відтягла Каїна від рингу, поки Гравець утримував Білла.
На деякий час Голдберг зник з реслінгу, але незабаром повернувся і заявив, що він доб'ється участі на PPV Королівська битва (2004), виграє її і буде битися з Гравцем за свій титул на PPV Реслманії XX. Він виграв бої у Метта Харді, Тіста і Худоби Штайнера. А потім виграв міні-королівську битву на RAW, яка дозволила йому вийти на Королівську битву під номером 30. Перед боєм Голдберг провів недружній діалог з Броком Леснаром. Під час Королівської битви Голдберг розкидав всіх реслерів по кутах, викинув кілька людей за межі рингу і збирався провести молот на Біг Шоу, але тут з'явився Брок Леснар і зробив Голдбергу F5, після чого Курт Енгл викинув Голдберга. Так Голдберг переключив увагу на Леснара. Незабаром, на PPV No Way Out (2004), під час бою Леснара з Едді Герреро за титул чемпіона WWE, Голдберг вибіг на ринг і зробив Леснару гарпун. Після цього Герреро виграв у Леснара титул. Леснар став домагатися від Вінса Макмэна бою проти Голдберга на PPV Реслманії XX. Вінс не знав, що відповісти, але Стів Остін переконав його призначити бій, і зробити його, Остіна, спеціальним суддею. На PPV Реслманії XX відбувся бій, який виграв Голдберг після гарпуна і молота. Цікаві події розгорнулися після бою. Голдберг пішов з рингу, а Леснар встав і показав середні пальці уболівальникам, а потім Остіну і отримав від нього Станнер. На ринг повернувся Голдберг, і вони з Остіном стали пити пиво, і тут Остін, незрозуміло з яких причин, зробив Голдбергу станнер. Це був останній бій Білла Голдберга в World Wrestling Entertaiment.

## Особисте життя
Батьки Вільяма розведені. Мати Голдберга, Етель - віолончелістка, його батько Джед, випускник Гарвардського університету, був акушером-гінекологом. Джед помер в кінці 2006. На додаток до віолончелі Етель розводить квіти і навіть визнана гідною премії за гібридну орхідею, яку вона назвала пізніше Голдберг. Білл юдейського віросповідання. Його брат, Майкл, має компанію по здачі в оренду транспортних літаків. Його сестра Барбара займається виїздкою коней. Його брат Стівен має кілька ресторанів в Сан-Дієго, Каліфорнія і Аспен, штат Колорадо.
10 квітня 2005 року Білл одружився з Вандою Ферратон. 10 травня 2006 року у них народився син, якого назвали Пов Мінусом.

## Титули та нагороди
- World Championship Wrestling
  - Чемпіон світу у важкій вазі (1 раз)
  - Чемпіон США WCW (2 раза)
  - Командний чемпіон світу WCW (1 раз з Бретом Хартом)
  - П'ятий чемпіон потрійної корони WCW
- World Wrestling Entertainment
  - Чемпіон світу у важкій вазі (1 раз)
- Wrestling Observer Newsletter awards
  - Новачок року (1998)
- Чемпіон WWE Universal (1 раз)